# Leviathan (Album)
Leviathan ist das zweite Studioalbum der US-amerikanischen Progressive-Metal-/Sludge-Band Mastodon. Es wurde am 13. September 2004 durch Relapse Records veröffentlicht.

## Entstehung
Nachdem der Band mit ihrem Debütalbum Remission ein Achtungserfolg gelungen war, schrieb die Band über einen Zeitraum von eineinhalb Monaten im Herbst 2003 am Material für das zweite Album Leviathan. Dabei standen die Musiker unter Zeitdruck, da eine Tournee mit der Band Clutch anstand. Da die Musiker allesamt noch regulären Jobs nachgingen, konnten die Musiker das Material nur nachts proben. Als die Band die neuen Lieder gerade einstudiert hatten, begann die Tour und die Arbeiten am neuen Album mussten für zwei Monate unterbrochen werden. Die Unterbrechung erwies sich für Mastodon als Glücksfall, da sie während der Tournee an jedem Abend ihr neues Material von Anfang bis Ende durchspielen konnten. Dies half laut dem Bassisten Troy Sanders dabei, die neuen Lieder „rund zu machen“. Die Tournee endete in Seattle.
Die Aufnahmen für das Album fanden unmittelbar nach dem Tourende in den Tonstudios Robert Lang Studios, Studio Litho und EK Studios in Seattle statt. Aufgenommen wurde das Album unter der Regie von Matt Bayles, der auch das Abmischen übernahm. Die Aufnahmen dauerten etwa einen Monat. Erneut standen Mastodon unter Zeitdruck, da eine weitere Tournee mit Slayer und Lamb of God bereits gebucht war. Gemastert wurde Leviathan von Alan Douches. Alle Texte und die Musik wurden von der Band Mastodon geschrieben. Als Gastmusiker traten Neil Fallon von der Band Clutch bei dem Lied Blood and Thunder und Scott Kelly von der Band Neurosis bei Aqua Dementia auf. Musikvideos wurden für die Lieder Iron Tusk, Blood and Thunder sowie Seabeast gedreht. Das Plattencover wurde von Paul A. Romano entworfen.

## Hintergrund
Wie beim Vorgängeralbum Remission und den zwei nachfolgenden Alben Blood Mountain und Crack the Skye stammt das Oberthema von Leviathan aus der Vier-Elemente-Lehre. Das Debütalbum Remission beschäftigte sich mit Feuer, Leviathan mit Wasser, Blood Mountain mit Erde und Crack the Skye mit dem Aither, der vom griechischen Philosophen Aristoteles als die Quintessenz der vier Elemente bezeichnet wurde.
Leviathan ist ein Konzeptalbum, welches sich lose auf Herman Melvilles Roman Moby-Dick bezieht. Laut dem Schlagzeuger Brann Dailor gibt es zahlreiche Verbindungen zwischen der Geschichte des Buches und der Geschichte der Band:

„Dieser verrückte Kapitän Ahab, der alles in seinem Leben für diesen Wal opfert und endet, indem er mit diesem Tier und seinem Schiff untergeht. Das ist schwer vorzustellen, aber sieh es mal von der Seite: Was machen MASTODON? Wir lassen unsere Familien zurück, um wochenlang auf Tour zu gehen und wir machen das aus Liebe zu einer Musik, die man aus finanziellen Gründen besser nicht liebt: In einer Heavy-Metal-Band zu spielen ist wohl nicht der klügste Karriereschritt. Du siehst, das Buch ist voller Metaphern und mit der Message kann ich mich sehr gut identifizieren.“

Das über 13 Minuten lange Lied Hearts Alive war ursprünglich zwei Lieder. Die Musiker waren der Meinung, dass beide nicht vollständig seien, und fügten die Lieder einfach zusammen. Das Lied Joseph Merrick bezieht sich auf den Briten Joseph Merrick (1862–1890), der aufgrund der Deformationen seines Körpers auch als Elefantenmensch bekannt wurde. Die Lieder The Elephant Man und Pendulous Skin von den Alben Remission und Blood Mountain beziehen sich ebenfalls auf Merrick.

## Rezeption

### Rezensionen
Roland Wiesmüller vom Onlinemagazin Metal1.info bezeichnete Leviathan als ein „kraftvolles, mitreißendes Album voller Dynamik“, das „von ganz großen Musikern“ eingespielt wurde, und vergab neun von zehn Punkten. Isaiha Violante vom Onlinemagazin Pitchfork Media schrieb in seiner Rezension, dass Mastodon „endlich ihre Nische als die Metalband des denkenden Mannes gefunden haben“, und gab 8,5 von zehn Punkten. Für Jackie Smit vom Onlinemagazin Chronicles of Chaos bekräftigt Leviathan, dass Mastodon „zu den interessantesten Talenten des Heavy Metal“ zählen. Kritisch zeigte sich Ingo Neumeyer vom Magazin Visions. Zwar lobte er, dass Leviathan „auf der Ideenseite mit Sicherheit eine der aufsehenerregendsten Metalplatten des Jahres“ sei, kritisierte aber die „schlicht und einfach schwach und flache Produktion“.

### Chartplatzierungen
| ChartsChartplatzierungen       | Höchstplatzierung | Wochen |
| ------------------------------ | ----------------- | ------ |
| Vereinigte Staaten (Billboard) | 139 (1 Wo.)       | 1      |

Als erstes Album der Bandgeschichte erreichte Leviathan eine Chartplatzierung. Das Album belegte Platz 139 der US-amerikanischen Albumcharts und verkaufte sich in der ersten Woche nach der Veröffentlichung 8.088 Mal. Im Jahre 2006 konnte die Band mehr als 100.000 Einheiten des Albums absetzen.

### Bedeutung
Die britischen Musikmagazine Kerrang! und Terrorizer kürten Leviathan zu ihren Alben des Jahres. Im britischen Metal Hammer belegte das Album den zweiten Rang. Das deutsche Magazin Rock Hard führte Leviathan auf Platz neun der Liste der 15 wichtigsten Progressive-Metal-Alben. Das deutsche Magazin Visions führte im Frühjahr 2017 das Album in ihrer Liste der 66+6 besten Metal-Alben des dritten Jahrtausends.

## In der Popkultur
Das Lied Island wurde im Computeranimationsfilm Die Monster Uni verwendet, tauchte aber nicht im dazugehörigen Soundtrack auf. Blood and Thunder ist auf den Soundtracks der Filme Alone in the Dark, The Cave und Metal Lords vertreten. Das Lied Iron Tusk ist auf den Soundtracks der Videospiele Tony Hawk's American Wasteland und NHL 2K9 zu hören.